# Melaleuca dichroma
Melaleuca dichroma är en myrtenväxtart som beskrevs av Lyndley Alan Craven och Lepschi. Melaleuca dichroma ingår i släktet Melaleuca och familjen myrtenväxter.
Artens utbredningsområde är Western Australia. Inga underarter finns listade i Catalogue of Life.